# Tom Gage
Thomas Lewis Gage (* 16. Mai 1943 in Ithaca, New York; † 15. Juli 2010 in Billings, Montana) war ein US-amerikanischer Hammerwerfer.
1967 siegte er bei den Panamerikanischen Spielen in Winnipeg. Bei den Olympischen Spielen 1972 in München wurde er Zwölfter.
1969 wurde er US-Meister. Seine persönliche Bestleistung von 71,17 m stellte er am 5. Juni 1971 in Berkeley auf.